# Equisetum laevigatum
Equisetum laevigatum — вид хвощеподібних рослин.

## Поширення
Вид поширений у більшій частині Північної Америки, за винятком північної частини Канади та південної частини Мексики. Зазвичай зустрічається у вологих місцях на піщаних і гравійних субстратах.

## Опис
Він може бути однорічним або багаторічним. У нього ростуть вузькі зелені стебла, які іноді досягають висоти понад 1,5 метра. Листя у вузлах є невеликими, схожими на лусочки, коричневими оболонками, іноді є маленькі, веретеноподібні гілки. Стебла увінчані округлими конусоподібними спорангіями.